# Katenhorst
Katenhorst was een versterkt huis in de buurtschap Overwater in de Sallandse gemeente Hellendoorn, provincie Overijssel. Het stond aan de oostkant van de rivier de Regge tussen de Katenhorstweg en de Regge. Aan de westzijde van de Regge bevond zich op dezelfde hoogte havezate Schuilenburg. Katenhorst wordt voor het eerst genoemd in 1333. Het bouwwerk dat in 1775 werd afgebroken dateerde volgens historische cartografische gegevens waarschijnlijk uit de 16e of 17e eeuw. Tot in de 19e eeuw bleef de gracht aanwezig.

## Eigendomsgeschiedenis
De vroegst bekende vermelding van Katenhorst is in een koopcontract van Hof te Hulsen uit 1333. Als getuige wordt in dit contract Herman van Suerna, geheten Catenhorst vermeld. Sudernae was een versterkt huis gelegen in de buurt van de Regge in de buurtschap Zuna. Katenhorst werd ook in 1385, 1390 en 1392 in documenten genoemd. Een akte uit 1417 vermeld dat "Johan Morre van Katenhorst erkent verkocht te hebben aan Simon van der Schulenborgh het goed Catenhorst gelegen in het ambt van Salland in het kerspel Hellendoorn in de buurtschap Hulsene". Uit een oorkonde uit 1418 blijkt dat Frederik van Blankenheim, bisschop van Utrecht en leenheer van alle goederen, erkent dat Katenhorst verkocht is aan Simon van Schulenborgh. Met deze aankoop werd het goed toegevoegd aan de Schuilenburg, toen nog 'ter Molen' geheten.
In de vijftiende en zestiende eeuw was Katenhorst in het bezit van families als Schulenborg en Boetzelaer. In 1585 overleed Willem van Ketteler, heer van Schuilenburg. Zijn nalatenschap werd verdeeld onder zijn twee dochters. Dochter Odilia trouwde met Coenraad Van Ketteler verkreeg Schuilenburg. Dochter Elizabeth kreeg Katenhorst en huwde met Philips Willem van Bernsau. Ten tijde van de Tachtigjarige Oorlog werden Schuilenburg en Katenhorst in 1585 ingenomen door de Spanjaarden. De families Van Ketteler en Bernsau verbleven toen niet in Salland maar op hun Duitse bezittingen. In 1647 ging Katenhorst over naar Hendrik Lodewijk van Bernsau die getrouwd was met Maria Elisabeth Walpott. Zij kregen drie kinderen, Philips Wirich, Ferdinand en Elisabeth. Philips Wirich was kapitein en erfde Katenhorst. Na zijn dood in 1699 erfde zijn broer Ferdinand Katenhorst. Deze was generaal en 1716 in overleed. Zijn vrouw bleef wonen op Katenhorst. Ze had financiële problemen en overleed in 1739. Elisabeth erfde toen het met schulden belastte Katenhorst. Huis, boerenerven en goederen werden per executie verkocht. De koper was een Van Rechteren, bezitter van de havezate Mennegjeshave nabij Den Ham.
Er bestaat een plattegrond uit 1757 waarop te zien is dat Katenhorst een U-vormig gebouw was met een linker- en rechtervleugel. In 1757 werd het huis gerestaureerd waarbij de linkervleugel werd afgebroken. Achttien jaar later, in 1775, werd het huis met vleugels en hallen voor afbraak verkocht.
Den Aalshorst · Den Alerdinck · Huis Almelo · Arkelstein · Averbergen · Azoelen · Backenhagen · Bellinckhof · Den Berg · Huis Bergentheim · Beugelskamp · Beverfeurde · Blankena · Hof te Boekelo · Borgbeuningen · Havezate Boskamp · Boxbergen · Havezate Brecklenkamp · Bredenhorst · Buckhorst · Campherbeek · Colckhof · Den Dam · Huis Diepenheim · Dingshof · Dubbelink · Kasteel Eerde · Egede · Havezate Elsen · Everlo · Landgoed Frieswijk · Glinthuis · Huis Gramsbergen · Grimberg · Grotenhuis · De Haere · Haerst · Hagmeule · Slot Hardenberg · Huis Heeckeren · Huis Hengelo · Herxen · Hofstede · Hogenhof · Hondeborg · Katenhorst · Kevelham · Kranenburg · De Kuile · Het Laar · Leemcule · Luttenberg · Mataram · Mennigjeshave · Nijenhuis (Diepenheim) · Nijenhuis (Olst-Wijhe) · Oldemeule · Olidam · Oosterhof · Huis te Ootmarsum · Den Ordel · Pekkedam · Pothof · Rande · Kasteel Rechteren · Het Reelaer · Rhaan · Rutenberg · Huis Saasveld · Havezate Schoonheten · Havezate Schuilenburg · Singraven · Stoevelaar · Kasteel Toutenburg · Twickel · Vechterweerd · Venebrugge · Kasteel Voorst · Warmelo · Wegdam · Weldam · Weleveld · Huis Werkeren · Westerflier · Wittenstein · Zuthem